# 50th Birthday Celebration Volume Twelve
50th Birthday Celebration Volume Twelve est un album de Painkiller enregistré au club Tonic de New York en septembre 2003 et publié par Tzadik. Par rapport à la composition original du groupe, Hamid Drake remplace Mike Harris à la batterie, et Mike Patton, à la voix, est présent comme invité. Cet album fait partie de la série 50th Birthday Celebration enregistrée au Tonic en septembre 2003 à l'occasion des 50 ans de John Zorn.

## Titres
| 1.    | Your Inviolable Freedoms | 20:29 |
| 2.    | DPM                      | 16:24 |
| 3.    | Prophethood of Chaos     | 6:23  |
| 43:16 |                          |       |

## Personnel
- Hamid Drake - batterie
- Bill Laswell - basse
- John Zorn - saxophone alto

Invité :
- Mike Patton - voix